# セロゴード郡 (アイオワ州)
セロゴード郡（英: Cerro Gordo County）は、アメリカ合衆国アイオワ州の北部に位置する郡である。2010年国勢調査での人口は44,151人であり、2000年の46,447人から4.9％減少した。郡庁所在地はメイソンシティ市（人口28,079人）であり、同郡で人口最大の都市でもある。セロゴード郡は1851年に設立され、郡名は米墨戦争の戦場セロ・ゴードに因んで名付けられた。
セロゴード郡はメイソンシティ小都市圏に属している。

## 歴史
セロゴード郡は1851年に設立され、郡名は米墨戦争の戦場セロ・ゴードに因んで名付けられた。1847年4月18日に起きたこの戦闘で、アメリカのウィンフィールド・スコット将軍が、メキシコのサンタ・アナ将軍を破った。
1851年、郡内に最初の白人開拓者が入ってきて、クリア湖沿いに入植した。その4年後、1855年8月7日に最初の選挙が行われ、1857年に初の法的手続きが行われた。同年夏、新しい郡庁所在地としてリボニアの町が選ばれた。1858年、郡庁所在地はメイソンシティに戻された。1866年、初代石造り郡庁舎が600ドルを掛けて建設され、1900年まで使われた。現在使われている郡庁舎は1960年11月17日に落成したものである。
1959年2月3日、郡内クリアレイク市の北で飛行機が墜落し、ロックンロールのスターだったバディ・ホリー、リッチー・ヴァレンス、J・P・"ザ・ビッグボッパー"・リチャードソンとパイロットのロジャー・A・ピーターソンが死んだ。墜落場所は郡北西部、グラント郡区内である。この事故の起きた日は後に「音楽が死んだ日」と呼ばれるようになった。

## 地理
アメリカ合衆国国勢調査局に拠れば、郡域全面積は575.12平方マイル (1,489.6 km2)であり、このうち陸地568.33平方マイル (1,472.0 km2)、水域は6.80平方マイル (17.6 km2)で水域率は1.18％である。

### 主要高規格道路
- 州間高速道路35号線
- アメリカ国道18号線
- アメリカ国道65号線
- アイオワ州道27号線
- アイオワ州道122号線

### 隣接する郡
- ワース郡 - 北
- ミッチェル郡 - 北東
- フロイド郡 - 東
- フランクリン郡 - 南
- ハンコック郡 - 西

## 人口動態

### 2010年国勢調査
以下は2010年国勢調査による人口統計データである。
基礎データ
- 人口: 44,151人
- 人口密度: 30人/km2（78人/mi2）
- 住居数: 22,163軒
- 使用住居: 19,350軒[5]

### 2000年国勢調査

2000人口ピラミッド

以下は2000年国勢調査による人口統計データである。
| 基礎データ - 人口: 46,447人 - 世帯数: 19,374 世帯 - 家族数: 12,399 家族 - 人口密度: 32人/km2（82人/mi2） - 住居数: 21,488軒 - 住居密度: 15軒/km2（38軒/mi2） 人種別人口構成 - 白人: 96.26% - アフリカン・アメリカン: 0.80% - ネイティブ・アメリカン: 0.17% - アジア人: 0.70% - 太平洋諸島系: 0.02% - その他の人種: 0.88% - 混血: 1.16% - ヒスパニック・ラテン系: 2.78% 年齢別人口構成 - 18歳未満: 23.8% - 18-24歳: 9.9% - 25-44歳: 26.4% - 45-64歳: 23.2% - 65歳以上: 17.7% - 年齢の中央値: 39歳 - 性比（女性100人あたり男性の人口） - 総人口: 92.8 - 18歳以上: 89.1 | 世帯と家族（対世帯数） - 18歳未満の子供がいる: 29.1% - 結婚・同居している夫婦: 51.9% - 未婚・離婚・死別女性が世帯主: 9.1% - 非家族世帯: 36.0% - 単身世帯: 30.9% - 65歳以上の老人1人暮らし: 13.5% - 平均構成人数 - 世帯: 2.32人 - 家族: 2.91人 収入と家計 - 収入の中央値 - 世帯: 35,867米ドル - 家族: 46,099米ドル - 性別 - 男性: 31,790米ドル - 女性: 21,781米ドル - 人口1人あたり収入: 19,184米ドル - 貧困線以下 - 対人口: 8.5% - 対家族数: 5.9% - 18歳未満: 9.1% - 65歳以上: 8.6% |

## 都市と町

### Cities
| - クリアレイク - ドハティ - メイソンシティ - 郡庁所在地 | - ミザーベイ - ノーラスプリングス - プリマス | - ロックフォールズ - ロックウェル - スウェールデール | - ソーントン - ベンチュラ |

### その他の町
| - バーキナル - キャメロン - カーターズビル - エメリー | - フリーマン - ハーレー - ポートランド |

### 郡区
セロゴード郡は16の郡区に分割されている
| - バス - クリアレイク - ドハティ - フォールズ | - ジェネセオ - グラント - グライムズ - レイク | - ライムクリーク - リンカーン - メイソン - マウントバーノン | - オーウェン - プレザントバレー - ポートランド - ユニオン |